# Варварівська сільська рада (Вовчанський район)
Варварівська сільська́ ра́да — адміністративно-територіальна одиниця та орган місцевого самоврядування в Вовчанському районі Харківської області. Адміністративний центр — село Миколаївка.

## Загальні відомості
- Жовтнева Друга сільська рада утворена в 1917 році.
- Територія ради: 63,32 км²
- Населення ради: 1 112 особи (станом на 2001 рік)
- Територією ради протікає річка Вовча.

## Населені пункти
Сільській раді були підпорядковані населені пункти:
- с. Миколаївка
- с. Варварівка
- с. Хрипуни

### Колишні населені пункти
- Деревенське

## Склад ради
Рада складалася з 12 депутатів та голови.
- Голова ради:
- Секретар ради: Старостенко Людмила Іванівна

### Керівний склад попередніх скликань
| Прізвище, ім'я, по батькові  | Основні відомості                                                 | Дата обрання | Дата звільнення |
| ---------------------------- | ----------------------------------------------------------------- | ------------ | --------------- |
| Андрющенко Тетяна Семенівна  | Сільський голова, 1953 року народження, позапартійна              | 26.03.2006   | 31.10.2010      |
| Андрющенко Татьяна Семенівна | Сільський голова, 1953 року народження, освіта вища, позапартійна | 31.10.2010   | 26.02.2015      |

Примітка: таблиця складена за даними сайту Верховної Ради України

### Депутати
За результатами місцевих виборів 2010 року депутатами ради стали:

#### За суб'єктами висування
| Суб'єкт висування                                       | Кількість обраних депутатів | %    |
| ------------------------------------------------------- | --------------------------- | ---- |
| Партія регіонів                                         | 6                           | 50   |
| Політична партія «Сильна Україна»                       | 2                           | 16,7 |
| Соціалістична партія України                            | 2                           | 16,7 |
| Комуністична партія України                             | 1                           | 8,3  |
| Політична партія Всеукраїнське об'єднання «Батьківщина» | 1                           | 8,3  |

#### За округами
| № округу                                                | Прізвище, ім'я, по батькові    | Дата визнання обраним | Освіта             | Партійна приналежність | Відомості про обраного депутата             |
| ------------------------------------------------------- | ------------------------------ | --------------------- | ------------------ | ---------------------- | ------------------------------------------- |
| Комуністична партія України                             |                                |                       |                    |                        |                                             |
| 10                                                      | Набока Ірина Іванівна          | 31.10.2010            | середня спеціальна | позапартійна           | Миколаївська амбулаторія, медична сестра    |
| Партія регіонів                                         |                                |                       |                    |                        |                                             |
| 1                                                       | Лісова Тетяна Яківна           | 03.11.2010            | вища               | позапартійна           | Миколаївська загальноосвітня школа, вчитель |
| 3                                                       | Куценко Людмила Олексіївна     | 03.11.2010            | вища               | позапартійна           | Миколаївська загальноосвітня школа, вчитель |
| 5                                                       | Битюк Петро Іванович           | 03.11.2010            | середня            | позапартійний          | ПСП «Нива», водій                           |
| 6                                                       | Большак Юрій Миколайович       | 03.11.2010            | середня            | позапартійний          | тимчасово не працює                         |
| 7                                                       | Кірнос Катерина Володимирівна  | 03.11.2010            | вища               | позапартійна           | Миколаївська загальноосвітня школа, вчитель |
| 8                                                       | Чередниченко Євген Олексійович | 03.11.2010            | середня спеціальна | позапартійний          | тимчасово не працює                         |
| Політична партія Всеукраїнське об'єднання «Батьківщина» |                                |                       |                    |                        |                                             |
| 9                                                       | Підлісний Олександр Леонідович | 03.11.2010            | середня спеціальна | позапартійний          | Громадянин України, середня                 |
| Політична партія «Сильна Україна»                       |                                |                       |                    |                        |                                             |
| 2                                                       | Алєксєйчик Віктор Гнатович     | 03.11.2010            | середня            | позапартійний          | ПСП «Нива», механізатор                     |
| 4                                                       | Опришко Клавдія Іванівна       | 03.11.2010            | середня спеціальна | позапартійна           | приватний підприємець                       |
| Соціалістична партія України                            |                                |                       |                    |                        |                                             |
| 11                                                      | Труш Олександр Миколайович     | 03.11.2010            | середня            | позапартійний          | ПСП «Нива», завгар                          |
| 12                                                      | Старостенко Людмила Іванівна   | 03.11.2010            | середня спеціальна | позапартійна           | Жовтнева Друга сільська рада, секретар      |